# 浦戸海軍航空隊

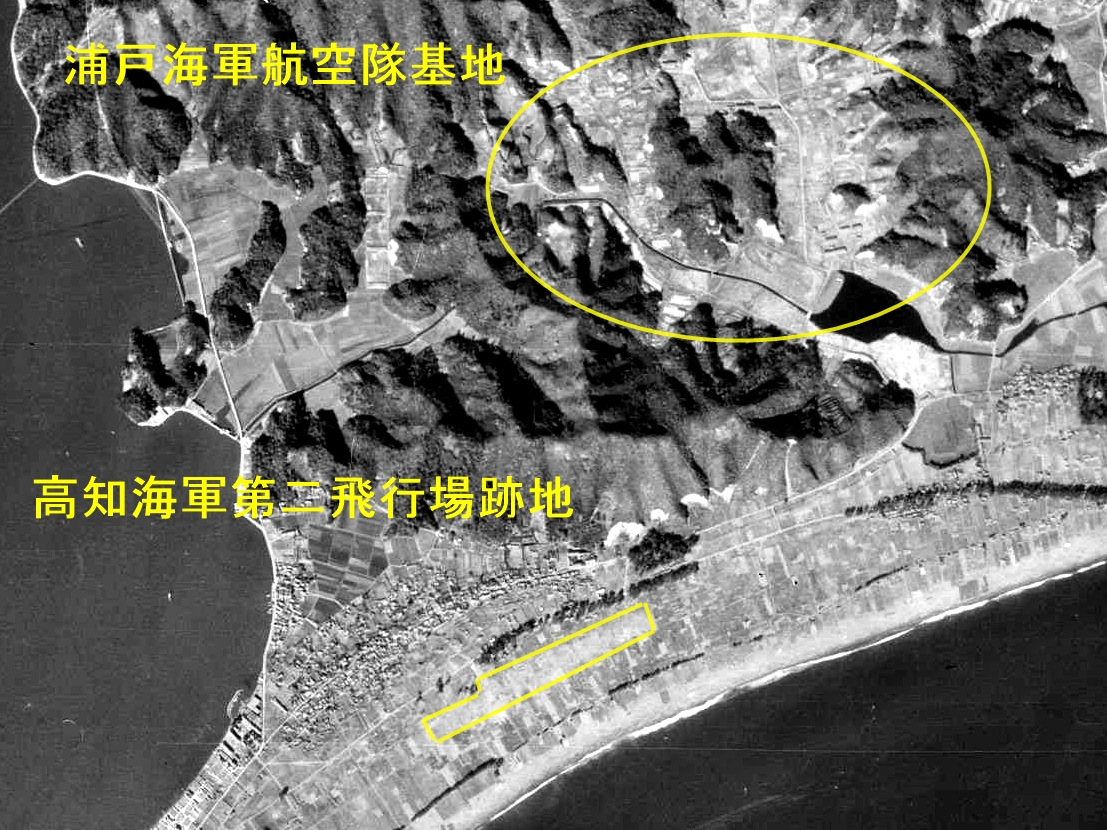
浦戸海軍航空隊基地跡と高知海軍第二飛行場跡（1947年）

浦戸海軍航空隊（うらどかいぐんこうくうたい）は、日本海軍の部隊・教育機関の一つ。20000人にも及ぶ空前の志願者を募った予科練甲飛第14期の生徒を教育するため、最後に新設された予科練教育航空隊である。緊急に開隊するために耕作地を収用し、飛行場とバラック兵舎を林立させたものの、正規カリキュラムに移行するまで1ヶ月かかり、その間は生徒も施設構築に従事した。

## 沿革
- 1944年（昭和19年）
  - 11月1日 - 高知県高知市池（元・長岡郡三里村、1942年に高知市と合併）に落成・開隊。第19連合航空隊に編入。松山海軍航空隊から甲飛第14期約1000名転入
  - 11月28日 - 甲飛第15期（奈良分遣隊入隊者）転入
- 1945年（昭和20年）
  - 3月1日 - 19連空解散。呉鎮守府隷下第21連合航空隊に転籍。土佐湾沿岸防備隊を編制し、陣地構築に従事
  - 4月1日 - 甲飛第16期入隊（最後の予科練生）
  - 6月1日 - 予科練教育凍。陸戦・特攻訓練に教程変更
  - 7月15日 - 解隊

オリンピック作戦とコロネット作戦の合間に、陽動のための土佐湾上陸戦が起きることを想定し、海軍は桂浜に程近い浦戸地区に回天と震洋を配備するとともに、土佐湾沿岸防備隊を編制して地上戦に備えることとなった。卒業を果たせなかった全生徒は、土佐湾沿岸防備隊に転属を命じられ、地上戦訓練を強いられた。　アメリカ軍は、オリンピック作戦に先立っての陽動作戦として、8万人の大軍をもって1945年10月末に高知県に侵攻する「パステル作戦」を敢行することを決定していた。

## 主要機種
教育訓練部隊のため、航空機の配属はない。

## 歴代司令
- 別府明朋 少将[1][2]：昭和19年11月1日[1] - 昭和20年3月1日[2]
- 山田敏世 大佐[2][3]：昭和20年3月1日[2] - 昭和20年7月15日[3]解隊